# Carlos Orbe
Carlos Aníbal Orbe Ruiz (n. Otavalo, Ecuador; 11 de enero de 1982) es un árbitro de fútbol ecuatoriano. Es árbitro internacional FIFA desde 2013.

## Internacional

### Participaciones en Campeonatos Sudamericanos
| Campeonato Sudamericano de Fútbol Sub-17 de 2015 – Paraguay | Campeonato Sudamericano de Fútbol Sub-17 de 2015 – Paraguay | Campeonato Sudamericano de Fútbol Sub-17 de 2015 – Paraguay | Campeonato Sudamericano de Fútbol Sub-17 de 2015 – Paraguay | Campeonato Sudamericano de Fútbol Sub-17 de 2015 – Paraguay | Campeonato Sudamericano de Fútbol Sub-17 de 2015 – Paraguay | Campeonato Sudamericano de Fútbol Sub-17 de 2015 – Paraguay | Campeonato Sudamericano de Fútbol Sub-17 de 2015 – Paraguay |
| Fecha                                                       | Partido                                                     | Sede                                                        | Fase                                                        | Amonestado                                                  | Otorgado · Otorgado otra vez · Expulsado                    | Expulsado                                                   | Anotado · Penal                                             |
| ----------------------------------------------------------- | ----------------------------------------------------------- | ----------------------------------------------------------- | ----------------------------------------------------------- | ----------------------------------------------------------- | ----------------------------------------------------------- | ----------------------------------------------------------- | ----------------------------------------------------------- |
| 9 de marzo de 2015                                          | Brasil 2 – 3 Venezuela                                      | Capiatá                                                     | Fase de grupos                                              | 7                                                           | 0                                                           | 0                                                           | 0                                                           |
| 13 de marzo de 2015                                         | Paraguay 1 – 1 Colombia                                     | Luque                                                       | Fase de grupos                                              | 3                                                           | 0                                                           | 0                                                           | 0                                                           |
| Campeonato Sudamericano de Fútbol Sub-20 de 2017 – Ecuador  |                                                             |                                                             |                                                             |                                                             |                                                             |                                                             |                                                             |
| Fecha                                                       | Partido                                                     | Sede                                                        | Fase                                                        | Amonestado                                                  | Otorgado · Otorgado otra vez · Expulsado                    | Expulsado                                                   | Anotado · Penal                                             |
| 19 de enero de 2017                                         | Argentina 1 – 1 Perú                                        | Ibarra                                                      | Fase de grupos                                              | 2                                                           | 1                                                           | 0                                                           | 0                                                           |
| 25 de enero de 2017                                         | Venezuela 0 – 0 Argentina                                   | Ibarra                                                      | Fase de grupos                                              | 7                                                           | 0                                                           | 0                                                           | 0                                                           |
| Campeonato Sudamericano de Fútbol Sub-20 de 2019 – Chile    |                                                             |                                                             |                                                             |                                                             |                                                             |                                                             |                                                             |
| Fecha                                                       | Partido                                                     | Sede                                                        | Fase                                                        | Amonestado                                                  | Otorgado · Otorgado otra vez · Expulsado                    | Expulsado                                                   | Anotado · Penal                                             |
| 23 de enero de 2019                                         | Bolivia 0 – 1 Venezuela                                     | Rancagua                                                    | Fase de grupos                                              | 3                                                           | 1                                                           | 0                                                           | 0                                                           |

### Participaciones en Copa Libertadores Sub-20
| Copa Libertadores Sub-20 de 2016 – Paraguay | Copa Libertadores Sub-20 de 2016 – Paraguay | Copa Libertadores Sub-20 de 2016 – Paraguay | Copa Libertadores Sub-20 de 2016 – Paraguay | Copa Libertadores Sub-20 de 2016 – Paraguay | Copa Libertadores Sub-20 de 2016 – Paraguay | Copa Libertadores Sub-20 de 2016 – Paraguay | Copa Libertadores Sub-20 de 2016 – Paraguay |
| Fecha                                       | Partido                                     | Sede                                        | Fase                                        | Amonestado                                  | Otorgado · Otorgado otra vez · Expulsado    | Expulsado                                   | Anotado · Penal                             |
| ------------------------------------------- | ------------------------------------------- | ------------------------------------------- | ------------------------------------------- | ------------------------------------------- | ------------------------------------------- | ------------------------------------------- | ------------------------------------------- |
| 30 de enero de 2016                         | Bolívar 0 – 2 Lanús                         | Luque                                       | Fase de grupos                              | 0                                           | 0                                           | 0                                           | 0                                           |
| 4 de febrero de 2016                        | River Plate 1 – 0 Deportivo La Guaira       | Asunción                                    | Fase de grupos                              | 0                                           | 0                                           | 0                                           | 0                                           |
| 14 de febrero de 2016                       | Cortuluá 1 – 0 Lanús                        | Asunción                                    | Semifinales                                 | 0                                           | 0                                           | 0                                           | 0                                           |

### Participaciones en amistosos
| Amistosos               | Amistosos             | Amistosos | Amistosos  | Amistosos                                | Amistosos | Amistosos       | Amistosos |
| Fecha                   | Partido               | Sede      | Amonestado | Otorgado · Otorgado otra vez · Expulsado | Expulsado | Anotado · Penal |           |
| ----------------------- | --------------------- | --------- | ---------- | ---------------------------------------- | --------- | --------------- | --------- |
| 7 de junio de 2017      | Perú 1 – 0 Paraguay   | Trujillo  | 3          | 1                                        | 0         | 0               |           |
| 20 de noviembre de 2018 | Perú 2 – 3 Costa Rica | Arequipa  | 5          | 0                                        | 0         | 1               |           |

## Estadísticas
| Competición                                                                | Organizador | Años            | PD  | Amonestado | Prom. | Expulsado | Prom. |
| -------------------------------------------------------------------------- | ----------- | --------------- | --- | ---------- | ----- | --------- | ----- |
| Serie A de Ecuador                                                         | FEF–LigaPro | 2010–           | 219 | 962        | 4,39  | 98        | 0,45  |
| Serie B de Ecuador                                                         | FEF–LigaPro | 2019–           | 10  | 65         | 6,5   | 7         | 0,7   |
| Copa Ecuador                                                               | FEF         | 2022–           | 2   | 5          | 2,5   | 1         | 0,5   |
| Supercopa de Ecuador                                                       | FEF         |                 | 0   | 0          | 0     | 0         | 0     |
| Copa Conmebol Libertadores                                                 | Conmebol    | 2015–2020       | 15  | 62         | 4,13  | 9         | 0,6   |
| Copa Conmebol Sudamericana                                                 | Conmebol    | 2015–2018, 2021 | 12  | 52         | 4,33  | 4         | 0,33  |
| Copa Conmebol Libertadores Sub-20                                          | Conmebol    | 2016            | 3   | 0          | 0     | 0         | 0     |
| Sudamericano Sub-17                                                        | Conmebol    | 2015            | 2   | 10         | 5     | 0         | 0     |
| Sudamericano Sub-20                                                        | Conmebol    | 2017, 2019      | 3   | 12         | 4     | 2         | 0,67  |
| Amistosos                                                                  | FIFA        | 2017–2018       | 2   | 8          | 4     | 1         | 0,5   |
| Total                                                                      | Total       | 2010–           | 268 | 1176       | 4,39  | 122       | 0,45  |
| Datos actualizados al último partido arbitrado el 31 de diciembre de 2023. |             |                 |     |            |       |           |       |